# Robert Fillion
Pour les articles homonymes, voir Fillion.
Robert Fillion, né le 12 juillet 1920 à Thetford Mines, Québec et mort le 13 août 2015 à Saint-Jean-Sur-Richelieu, est un joueur professionnel canadien de hockey sur glace.

## Hockey amateur (1935-1943)
Robert Fillion joue son hockey mineur à Thetford Mines, sa ville natale. Au milieu des années 1930, il s’aligne avec les Chappies de Thetford, un club qui fait partie de la Ligue des Mines. Ce circuit amateur est formé d’équipes soutenues par les compagnies minières de la région de Thetford Mines. Outre les Chappies, on y retrouve les clubs de l’Asbestos Corporation, de la Johnson, du J.T. Beaudoin et de Black Lake. Les Chappies remportent le championnat de la ligue en 1935. L’entraîneur du club se nomme Édouard Fillion et ses sept fils (Georges, Jean-Marie, Denis, Fernand, Nelson, Marcel et Robert) jouent sous ses ordres entre 1935 et 1938. Georges, qui joue à la défense, attire l’attention du directeur-gérant des Canadiens de Montréal, Cecil Hart. À l’automne 1938, il est invité au camp d’entraînement du club montréalais. On décide également d’inviter son frère, Robert, qui joue à l’aile gauche et qui est le meilleur compteur des Chappies. Peu habile en anglais, Georges Fillion décide finalement de revenir à Thetford Mines pour devenir électricien. Robert, qu’on surnomme déjà Bob, connaît un bon camp d’entraînement et l’organisation des Canadiens lui offre un poste avec les Maple Leafs de Verdun, un club de hockey junior.
C’est avec sa nouvelle équipe que Robert Fillion fait la connaissance de deux autres espoirs appartenant aux Canadiens et qui deviendront des joueurs-clés de l’organisation au cours des décennies 1940 et 1950. Les jeunes Maurice Richard et Émile Bouchard sont ses nouveaux coéquipiers avec les Maple Leafs de Verdun. Fillion et Bouchard se lient  d’amitié et partagent même un appartement sur la rue Wellington avec leur coéquipier Paul Bibeault. C’est également à cette époque que Fillion donne le surnom de Butch à son ami Bouchard. Il l’appelle ainsi pour angliciser son patronyme et souligner son style de jeu robuste qui donne toujours « l’impression  de vouloir découper l’adversaire »(butcher signifie boucher en anglais).
À sa première saison à Verdun, Fillion enregistre 16 points en 11 matchs. Il participe au tournoi de la Coupe Memorial mais son club est éliminé en demi-finale contre les Generals d’Oshawa. Il entreprend la saison 1939-1940 avec les Maple Leafs junior pour la terminer avec les Maple Leafs senior de la Ligue de hockey senior du Québec. C’est toujours dans la LHSQ qu’il porte l’uniforme des Cataractes de Shawinigan lors des saisons 1940-1941 et 1941-1942. À l’été 1942, son pays étant en guerre, il intègre les rangs de l’armée canadienne. Son titre de caporal ne l’empêche pas de continuer de jouer au hockey et il s’aligne avec le club de l’Armée canadienne basée à Montréal.

## Hockey professionnel (1943-1951)
De nouveau invité au camp d’entraînement des Canadiens de Montréal à l’automne 1943, Robert Fillion impressionne l’entraîneur-chef Dick Irvin et le directeur-gérant Tommy Gorman qui lui offre finalement son premier contrat professionnel : 8 000 $ pour une saison de 50 parties. Fillion compte son premier but dans la LNH lors de son 3e match dans l’uniforme bleu-blanc-rouge; le 7 novembre 1943, au Forum de Montréal, il reçoit une passe de Toe Blake et déjoue le gardien Hec Highton des Black Hawks de Chicago à 19.07 de la deuxième période. Le score est alors de 4-0 pour les Canadiens, qui remportent finalement le match 5 à 1. Le club de Montréal remporte également le championnat de la saison régulière avec une fiche de 38 victoires, 5 défaites et 7 matchs nuls. Fillion termine son année recrue avec 7 buts et 23 passes, ce qui s’avèrera sa meilleure saison au chapitre des points dans la LNH. Malgré ses statistiques intéressantes, il ne joue que lors du premier match de la série face aux Maple Leafs, match remporté par les Torontois. Sans Fillion dans l’alignement, les Canadiens gagnent toutes les autres parties et éliminent les Leafs. Ils affrontent ensuite les Black Hawks en finale. La recrue thetfordoise effectue un retour au jeu lors du 3e match et participe également au 4e match. Il peut ainsi soulever la Coupe Stanley, Montréal éliminant Chicago en 4 parties.
Les Canadiens remportent encore 38 victoires en 1944-1945. Cette saison est celle de Maurice Richard. Le Rocket devient alors le premier compteur de 50 buts dans l’histoire de la LNH. Son coéquipier Elmer Lach termine au premier rang des pointeurs du circuit Campbell avec 26 buts et 54 passes. De son côté, Robert Fillion compte 6 buts en 31 parties. Il joue désormais sur un trio à caractère défensif avec ses coéquipiers Erwin Chamberlain et Ken Mosdell. Lorsque le CH affronte les Red Wings de Détroit, sa mission est de surveiller Gordie Howe. Dick Irvin lui confie cette tâche car il le considère comme l’un des meilleurs patineurs de son club. Sa vitesse ne l’empêche toutefois pas de ralentir les Maple Leafs de Toronto lors de la première ronde des séries éliminatoires de 1945. Malgré une contribution de 3 buts de Fillion, le club torontois élimine les Canadiens en 6 parties.
En 1945-1946, Robert Fillion trouve le fond du filet à 10 reprises, ce qui en fait sa meilleure récolte de buts en une saison. Il poursuit sur sa belle lancée lors des séries éliminatoires de 1946. Les Canadiens balaient les Hawks en 4 matchs lors de la demi-finale et Fillion récolte 2 buts et 3 passes. En finale face aux Bruins, il ajoute 2 buts à sa fiche et le CH élimine le club de Boston en 5 parties. Fillion soulève alors sa 2e Coupe Stanley en 3 ans. À l’été, une grande fête est organisée en son honneur par les autorités municipales de Thetford Mines. Pour cette occasion, plusieurs joueurs des Canadiens font partie de la parade.
La saison 1946-1947 est décevante pour le jeune vétéran de 25 ans. Il n’enregistre que 6 buts et 3 passes en 57 matchs. Ses difficultés se poursuivent en séries éliminatoires où il ne marque aucun point en 8 parties. Son club, qui a remporté un autre championnat de saison régulière, est éliminé en finale par ses éternels rivaux de Toronto, les Maple Leafs.
Fillion connaît une autre saison difficile en 1947-1948, effectuant même un séjour dans la Ligue américaine de hockey avec les Bisons de Buffalo. Il revient avec le grand club en décembre pour jouer une trentaine de parties, mais la « Sainte Flanelle » peine à gagner et termine au 5e rang du classement général, étant ainsi exclue des séries éliminatoires pour la première fois depuis 1940. Le CH renoue avec les séries d'après-saison en 1949 mais est éliminé en première ronde, en 7 matchs par Detroit. Fillion, qui surveille Gordie Howe, ne récolte qu'une passe. L’histoire se répète en 1950 : Montréal est éliminé au premier tour par les Rangers en 5 parties et Fillion fait chou blanc. Sans le savoir, il a joué son dernier match dans l’uniforme bleu-blanc-rouge le 6 avril 1950, au Forum de Montréal dans une défaite de 3-0 face au club new-yorkais.
Sans offre de contrat de la LNH à l’automne 1950, Fillion décide de rejoindre ses frères Marcel et Denis qui s’alignent avec le Saint-François de Sherbrooke de la Ligue de hockey senior du Québec. Il y joue une saison et prend ensuite sa retraite du hockey professionnel.

## Vie personnelle
A la fin de sa carrière de joueur, Fillion retourne aux études au Collège de Thetford-Mines et est embauché par la Mine National Asbestos. Rapidement il devient gérant du personnel poste qu'il occupe jusqu'à sa retraite en 1986[réf. nécessaire]. À la fin des années 1980, Robert Fillion, qui s’adonne à la peinture depuis sa retraite du hockey, expose ses œuvres à la galerie Aline-Dallaire de Longueuil.
L’ancien porte couleur du tricolore a un fils, Robert junior, qui a été responsable de la salle de réception des Anciens Canadiens de Montréal au Centre Bell de 1986 à 2015.

## Les frères Fillion
Les sept frères Fillion ont tous joué, sous la gouverne de leur père Édouard, avec les Chappies de Thetford Mines à la fin des années 1930. Ils ont par la suite emprunté des chemins différents.
Robert a joué 7 saisons avec les Canadiens de Montréal, remportant 2 coupes Stanley
Marcel a joué une partie avec les Bruins de Boston lors de la saison 1944-1945. De 1944 à 1952, il a joué dans la Ligue américaine de hockey, l'Eastern Hockey League et la Ligue de hockey senior du Québec.
Denis a joué dans la Ligue américaine de hockey, la United States Hockey League, la Pacific Coast Hockey League et la Ligue de hockey senior du Québec entre 1948 et 1956.
Georges, Nelson, Fernand et Jean-Marie ont joué dans la Ligue de hockey senior du Québec et diverses ligues seniors au Canada dans les années 1940 et 1950.
Aucune rue ou aucun édifice ne commémore la famille Fillion à Thetford Mines.

## Décès
Robert « Bob » Fillion est mort à Saint-Jean-sur-Richelieu à l'âge de 95 ans et 1 mois.

## Statistiques
| Saison     | Équipe                       | Ligue          |     | Saison régulière | Saison régulière | Saison régulière | Saison régulière | Saison régulière |   | Séries éliminatoires | Séries éliminatoires | Séries éliminatoires | Séries éliminatoires | Séries éliminatoires |
| Saison     | Équipe                       | Ligue          | PJ  | B                | A                | Pts              | Pun              | PJ               | B | A                    | Pts                  | Pun                  |                      |                      |
| 1938-1939  | Maple Leafs de Verdun        | LHJQ           | 11  | 4                | 12               | 16               | 8                | 3                | 1 | 1                    | 2                    | 2                    |                      |                      |
| 1938-1939  | Maple Leafs de Verdun        | Coupe Memorial | -   | -                | -                | -                | -                | 7                | 4 | 3                    | 7                    | 10                   |                      |                      |
| 1939-1940  | Maple Leafs de Verdun        | LHJQ           | 11  | 10               | 6                | 16               | 6                | -                | - | -                    | -                    | -                    |                      |                      |
| 1939-1940  | Maple Leafs de Verdun        | LHSQ           | 6   | 0                | 3                | 3                | 0                | 8                | 0 | 2                    | 2                    | 0                    |                      |                      |
| 1940-1941  | Cataractes de Shawinigan     | LHSQ           | 24  | 10               | 20               | 30               | 25               | 10               | 3 | 6                    | 9                    | 15                   |                      |                      |
| 1941-1942  | Cataractes de Shawinigan     | LHSQ           | 8   | 1                | 5                | 6                | 4                | 8                | 6 | 6                    | 12                   | 4                    |                      |                      |
| 1942-1943  | Armée de Montréal            | LHSQ           | 33  | 4                | 13               | 17               | 8                | 7                | 1 | 3                    | 4                    | 2                    |                      |                      |
| 1943-1944  | Canadiens de Montréal        | LNH            | 41  | 7                | 23               | 30               | 14               | 3                | 0 | 0                    | 0                    | 0                    |                      |                      |
| 1944-1945  | Canadiens de Montréal        | LNH            | 31  | 6                | 8                | 14               | 12               | 1                | 3 | 0                    | 3                    | 0                    |                      |                      |
| 1945-1946  | Canadiens de Montréal        | LNH            | 50  | 10               | 6                | 16               | 12               | 9                | 4 | 3                    | 7                    | 6                    |                      |                      |
| 1946-1947  | Canadiens de Montréal        | LNH            | 57  | 6                | 3                | 9                | 16               | 8                | 0 | 0                    | 0                    | 0                    |                      |                      |
| 1947-1948  | Bisons de Buffalo            | LAH            | 18  | 4                | 9                | 13               | 4                | -                | - | -                    | -                    | -                    |                      |                      |
| 1947-1948  | Canadiens de Montréal        | LNH            | 32  | 9                | 9                | 18               | 8                | -                | - | -                    | -                    | -                    |                      |                      |
| 1948-1949  | Canadiens de Montréal        | LNH            | 59  | 3                | 9                | 12               | 14               | 7                | 0 | 1                    | 1                    | 4                    |                      |                      |
| 1949-1950  | Canadiens de Montréal        | LNH            | 57  | 1                | 3                | 4                | 8                | 5                | 0 | 0                    | 0                    | 0                    |                      |                      |
| 1950-1951  | Saint-François de Sherbrooke | LHSQ           | 44  | 15               | 18               | 33               | 45               | 7                | 1 | 1                    | 2                    | 6                    |                      |                      |
| Totaux LNH | Totaux LNH                   | Totaux LNH     | 327 | 42               | 61               | 103              | 84               | 33               | 7 | 4                    | 11                   | 10                   |                      |                      |